# Lonchopteris rugosa
Lonchopteris rugosa és una espècie de falguera del període Carbonífer superior, fa aproximadament 312 milions d'anys.